# Liu Xiening
Liu Xiening, (chinois simplifié : 刘些宁 ; pinyin : Liú Xiēníng) (coréen : 류셰닝) ou Sally née le 23 octobre 1996 à Shenzhen, est une chanteuse, danseuse et actrice chinoise basée en Corée du sud. Elle est ancienne membre du girl groupe Gugudan.